# フィッツロイ・ダンクリー
フィッツロイ・ジュニア・ダンクリー（英語: Fitzroy Junior Dunkley, 1993年5月20日 – ）はジャマイカの陸上選手。
2016年世界室内陸上競技選手権大会ではジャマイカ代表として準決勝に進出し、リレーで4位になった。大会での自己ベストは、野外は45.06秒、室内が46.04秒。